# 波普拉維 (斯卡拉特市鎮)
49°26′25″N 25°54′53″E / 49.44028°N 25.91472°E
波普拉維（烏克蘭語：Поплави）是烏克蘭的村落，位於該國西部捷爾諾波爾州，由捷尔诺波尔区負責管轄，始建於1642年，面積0.4平方公里，2001年人口131，人口密度每平方公里325.9人。